# Omice (przystanek kolejowy)
Omice – przystanek kolejowy w Omicach, w kraju południowomorawskim, w Czechach. Znajduje się na wysokości 290 m n.p.m.
Jest zarządzany przez Správę železnic. Na przystanku nie ma możliwości zakupu biletów, a obsługa podróżnych odbywa się w pociągu.

## Linie kolejowe
- 240 Brno - Jihlava